# Балат (Стамбул)

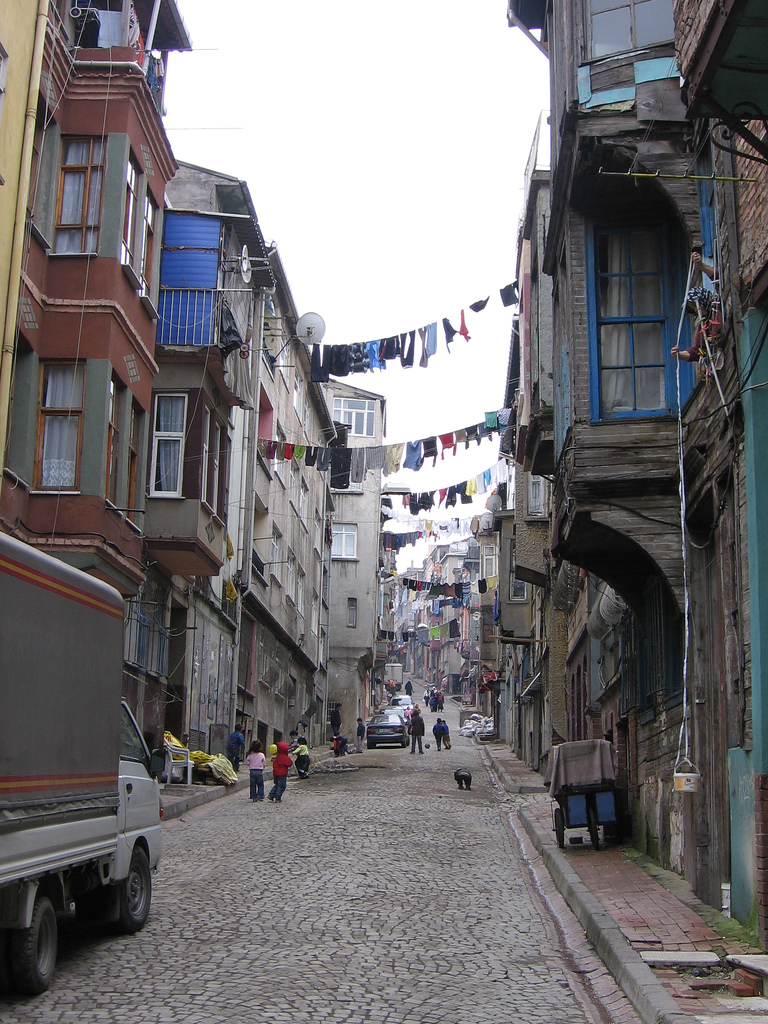
Балат на кордоні з Фенером

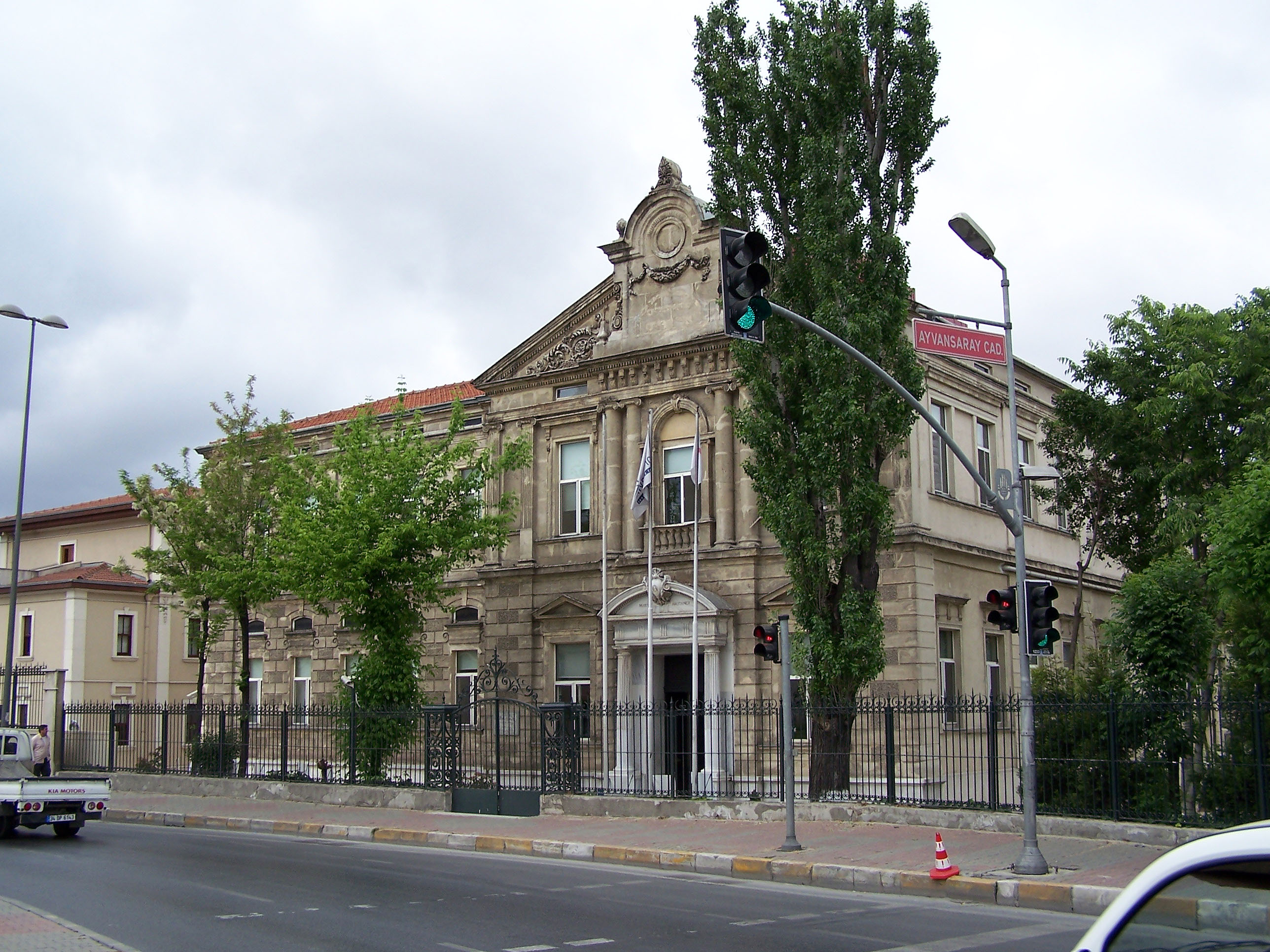
Єврейська лікарня в Балаті

Балат (тур. Balat) — традиційний єврейський квартал в стамбульському районі Фатіх. Назва походить, імовірно, від грец. palation, лат. palatium («палац») на честь візантійського Влахернського палацу, який раніше розташовувався неподалік.
Балат знаходиться в європейській частині Стамбула, в історичному районі на західному березі затоки Золотий Ріг. Східна частина Балата межує з районом Фенер, на півночі Золотий Ріг утворює природній кордон. На заході Балат межує з кварталом Айвансарай, на півдні з Драманом, мусульманським кварталом Стамбула. Іншим єврейським кварталом в азійській частині Стамбула є Кузгунджук.
Крім старої синагоги Стамбула, в Балаті знаходяться також грецькі та вірменські церкви. У центрі Балата розташовані супермаркети і невеликі кіоски.

## Історія
Довгий час Балат був заселений переважно євреями-сефардами. Із заснуванням держави Ізраїль в 1947 році багато переїхали на нову батьківщину. В даний час основу населення кварталу складають курди, турки з Анатолії і цигани. Ці народності залишили в 1970-х роках Фракію, Східну і Південно-Східну Анатолію і знайшли притулок в Балаті.